# POLE4
POLE4‏ (DNA polymerase epsilon 4, accessory subunit) هوَ بروتين يُشَفر بواسطة جين POLE4 في الإنسان.